# Salet
Salet (grec antic: Σάλαιθυος; llatí: Salaethus) fou un militar espartà.
Quan al començament del 427 aC Mitilene (a Lesbos) es va revoltar contra Atenes va ser acceptada com a aliada d'Esparta, van enviar Salet amb la promesa d'ajut. Per entrar a la ciutat va haver de creuar les línies atenenques.
La seva marxa va ser interrompuda pel llit d'un torrent que no van poder travessar. L'ajuda va tardar a arribar i Salet ja desesperava i va haver d'enrolar als civils a l'exèrcit; això va provocar la revolta dels habitants de Mitilene i el partit oligàrquic no va veure altra sortida que rendir-se als atenencs. Salet es va amagar, però va ser fet presoner i enviat a Atenes junt amb els caps de la primera revolta. Allà va intentar salvar la vida oferint-se per fer aixecar el setge de Platea, però no es van escoltar les seves promeses i va ser sentenciat a mort i executat.